# 남면 마정리 우물
남면 마정리 우물은 충청남도 부여군 남면에 있다. 2007년 10월 1일 부여군의 향토문화유산 제90호로 지정되었다.

## 개요
이 우물의 조성연혁에 관련된 일화는 모두 두 가지가 전하고 있다. 
그 하나는 무학대사와 관련된 일화이다. 조선초에 무학대사가 마을을 지나다가 말에게 먹일 물을 찾던 중 우물이 있어 말에게 물을 먹였는데 말이 밟았던 바닥에 말발굽 자국이 생겼다 하여 말 우물이라는 이름이 생겨났고 이 우물의 이름에 기원하여 마을이름이 되었다는 설이다. 이러한 설명에 따르면 이 일대는 풍수상 말의 형국이 되고 샘 속 바닥에 말머리처럼 생긴 바위가 있고 말의 입에서 물이 나오고 있다는 것이다. 현재도 우물 옆에는 자연 원형의 편평한 돌 위에 말발굽 자국과 같은 형태가 남아 있다. 또한 무학대사와 관련된 일화를 뒷받침하는 내용이 마정리에서 남면사무소로 가는 지방도로 3호선에서 연결되는 덕림병사와 관련된 일화이다. 풍양조씨 유허지가 남아 있는 이 자리를 무학대사가 터를 잡아주었다는 것이다. 이로 볼때 마정리 우물과 무학대사와는 직접적인 관련이 있었을 가능성이 높은 것으로 판단된다. 또한 이 일대의 마을이 점생마을(마을 뒷산이 제비형국이라 집을 높은 곳에 지어야 좋다는 점상마을의 유래 ; 현 마정2리)과 우평마을 (쇠머리･소머리의 형국에서 유래한 하여 우평마을이라 함 ; 마정1리)로 불려왔다는 점은 이 일대가 풍수적인 형국과 긴밀한 관련이 있음을 알 수 있게 하는 대목이다. 따라서 이 우물의 기원은 무학대사가 활동하였던 고려시대 말 조선시대 초까지 거슬러 올라 갈 수 있음을 보여준다.
두 번째는 홍산대첩시의 최영장군과 관련된 일화이다. 고려말 우왕(禑王) 2년(1376) 연산 개태사(開泰寺)에 왜구가 침입하여 원사(元師) 박인계를 죽이는 등 행패가 심하자 최영(崔瑩)이 자청하여 출정하여 왜구를 거의 전멸시킨 전투인 홍산대첩시에 최영 장군이 이 마을을 지나다 말에게 물을 먹인 우물이라 하여 말우물(馬井)이라 하였다는 유래가 있다.